# Union Square (Hotan)
Cette page contient des caractères spéciaux ou non latins. S’ils s’affichent mal (▯, ?, etc.), consultez la page d’aide Unicode.
Pour les articles homonymes, voir Union Square.
Union Square (en chinois : 团结广场 ), également appelée place de la Solidarité, est une place localisée au centre de Hotan, ville-district de la région autonome du Xinjiang en Chine. Longue de 250 mètres suivant la direction nord-sud et large de 200 mètres d'est en ouest, cette place est appelée à promouvoir l'unité entre les diverses nationalités dans la région où les Ouïghours sont majoritaires.
Au centre de l'endroit se dressent les statues de Kurban Tulum (en) et de Mao Zedong se serrant la main. Dans le coin sud-est se trouve un marché de nuit (en), visité par la population locale et les touristes.